# Andrei Antanassowitsch Kantschelskis
Andrei Antanassowitsch Kantschelskis (russisch Андрей Антанасович Канчельскис) (* 23. Januar 1969 in Kirowohrad, Ukrainische SSR) ist ein ehemaliger ukrainisch-russisch-sowjetischer Fußballspieler, der nach dem Zerfall der Sowjetunion die russische Staatsbürgerschaft übernahm. „KanKan“ spielte für eine Anzahl von Fußballvereinen, von denen die bekanntesten Manchester United, der FC Everton und die Glasgow Rangers waren. Er war ein dynamischer Flügelspieler mit hohem Tempo, der auch torgefährlich war.

## Vereinskarriere

### Die Anfänge
Kantschelskis startete seine Karriere 1988 beim Dynamo Kiew und wechselte 1990 zu Schachtar Donezk.

### Manchester United
Ein Jahr später unterschrieb er für 650.000 £ bei Manchester United. Sein erstes Spiel für den neuen Verein machte er am 11. Mai 1991 gegen  Crystal Palace. Mit dem Klub wurde er zweimal englischer Meister (1993 und 1994), außerdem gewann er 1994 den FA Cup. Auch im Finale des Ligapokalfinales 1993/94 stand er auf dem Platz, doch nachdem er wegen Handspiels vom Platz gestellt worden war, verlor ManU gegen Aston Villa. Insgesamt lief er 158 Mal für den Verein auf, wobei er 36 Tore erzielte.

### Everton
1995 wurde Kantschelskis an den FC Everton verkauft, der kurz zuvor den FA Cup gewonnen hatte. In seinem ersten Jahr beim neuen Klub erzielte er  16 Tore, mit denen er eine exzellente Saison krönte, in der er wohl zum besten Flügelspieler des Landes wurde. Auch bei den Everton-Anhängern gewann er sehr schnell Kultstatus, vor allem, da er gegen den alten Rivalen aus FC Liverpool an der Anfield Road doppelt traf und mit seinen Leistungen den Klub zum sechsten Platz in der Premier League trieb, das beste Ergebnis, das Everton seit Jahren vorweisen konnte. Doch in der zweiten Saison verpasste Kantschelskis es, seine Top-Leistung zu wiederholen und wurde so für 8 Millionen £ an die AC Florenz verkauft.

### Spätere Karriere
Bei der Fiorentina kämpfte er erneut um seine Bestform und spielte später noch  für die Glasgow Rangers (1998–2002), Manchester City (2001) (ausgeliehen), FC Southampton (2003), Al-Hilal (2003), den Saturn Ramenskoje (2004–2005) und Krylja Sowetow Samara (2006). Nachdem er Krylja Sowetow verlassen hatte, war er vertragslos; trotz Interesse am Fortsetzen seiner Karriere beendete er diese am 12. Februar 2007.

## Internationale Karriere
Obwohl Kantschelskis in der Ukraine geboren wurde und seine Familie aus Litauen stammt, entschied er sich, Russland international zu repräsentieren. Er wurde 23-mal für das Fußballnationalteam der UdSSR aufgeboten, wobei er drei Tore erzielte, und 36-mal für Russland (fünf Tore). Doch nachdem er einen Spielerboykott gegen Cheftrainer Pavel Sadyrin angeführt hatte, verpasste er die Fußball-WM 1994, die einzigen großen Turniere, die er als A-Nationalspieler spielte, waren also die Fußball-EM 1992 und die Fußball-EM 1996.

## Erfolge
- U-21-Europameister: 1990
- Sowjetischer Pokalsieger: 1989/90
- UEFA-Super-Cup-Sieger: 1991
- Englischer Meister: 1992/93, 1993/94
- Englischer Pokalsieger: 1993/94
- Englischer Ligapokalsieger: 1991/92
- Schottischer Meistertitel: 1998/99, 1999/2000
- Schottischer Pokalsieger: 1998/99, 1999/2000
- Saudischer Kronprinzenpokalsieger: 2003

## Funktionärskarriere
2007 wurde Kantschelskis Sportdirektor des russischen Zweitligaklubs Nosta Nowotroizk. Von 2010 bis 2012 trainierte er den russischen Zweitligisten FK Ufa.